# Neoherminia ulricusalis
Neoherminia ulricusalis là một loài bướm đêm trong họ Noctuidae.